# لاکهید اس-۳ وایکینگ
لاکهید اس-۳ وایکینگ هواپیمای جتی بود که توسط نیروی دریایی ایالات متحده برای شناسایی، تعقیب، و هدف قرار دادن زیر دریایی‌های دشمن به کار می‌رفت. در اواخر دهه ۱۹۹۰ مأموریت اس-۳ روی جنگ‌های زمینی و سوختگیری هوایی متمرکز شد. وایکینگ همچنین امکانات جنگ الکترونیک و شناسایی اهداف زمینی برای ناوهای جنگی را فراهم می‌کرد. این هواپیما در حالی که هواپیمای ناو جنگی بود، مادون سرعت صوت بود، و قابلیت انجام مأموریت در همه شرایط آب و هوایی را داشت و چندین مأموریت را نیز با هم انجام می‌داد. این هواپیما همچنین قابلیت حمل سامانه‌های سلاح‌های اتوماتیک رابه همراه ماموریت‌های گسترده همراه با مأموریت سوخت‌گیری را داشت. به خاطر صدای زیر بلندی که موتور این هواپیما تولید می‌کرد، لقب هوور، (نام یک برند جاروبرقی) به آن داده شده بود.

## مشخصات
- ورود به خدمت :۱۹۷۴
- خدمه: ۴ نفر
- طول: ۱۶٫۲۶ متر
- طول دو سر بال: ۲۰٫۹۳
- ارتفاع: ۶٫۹۳
- وزن خالی: ۱۲تن
- حداکثر وزن: ۲۳٫۸ تن
- موتور: دو عدد جنرال الکتریک اف۱۰۱
- کشش: هر موتور ۴۱٫۲۶ kN
- حداکثر سرعت: ۸۱۴ کیلو متر بر ساعت
- سقف پرواز: ۱۰٫۶ کیلومتر
- شعاع عملیاتی: ۸۵۳ کیلومتر
- مهمات:
- موشک ضد کشتی هارپون
- بمب سقوط آزاد Mk ۸۲/۸۳
- مین های Mk ۵۳
- بمب های Mk ۵۴
- بمب های خوشه ای Mk ۲۰ Mod ۲ 'Rockeye'
- اژدر Mk ۴۶/۵۳
- راکت ۱۲۷-mm Zuni و۷۰-mm FFAR